# Hemus magalae
Hemus magalae is een krabbensoort uit de familie van de Mithracidae. De wetenschappelijke naam van de soort is voor het eerst geldig gepubliceerd in 2011 door Windsor en Felder.